# Phytomyxea
Phytomyxea (лат.) — класс протистов из группы ризарий, все представители — облигатные внутриклеточные паразиты. В качестве хозяев разных видов выступают высшие растения, бурые и диатомовые водоросли, а также оомицеты. Насчитывают около 40 видов, подразделяемых на два отряда — Plasmodiophorida (37 видов) и Phagomyxida (4 вида). Ранее в Phytomyxea также включали род Haptoglossa, представители которого паразитируют на почвенных нематодах и коловратках, однако позднее была доказана их принадлежность к оомицетам.

## Жизненный цикл
Жизненный цикл подробно изучен лишь у немногих представителей, прежде всего, у возбудителя килы крестоцветных Plasmodiophora brassicae, но у изученных видов сходен в общих чертах.
Развивающиеся из покоящихся спор первичные зооспоры обладают парой отходящих сбоку бичевидных жгутиков и не имеют клеточной стенки. Найдя подходящий субстрат (поверхность клетки хозяина), они образуют цисту и спустя некоторое время проникают в цитоплазму, где в результате многочисленных митотических делений ядра образуют паразитическую стадию — первичный плазмодий.
Плазмодии Phytomyxea находятся непосредственно в цитоплазме клетки хозяина (паразитофорная вакуоль не образуется). Питание на этой стадии осуществляется путём фагоцитоза цитоплазмы хозяина; кроме того, плазмодии могут разрушать клеточные стенки и проникать в соседние клетки. Первичный плазмодий способен распадаться с образованием многочисленных одноядерных вторичных зооспор, которые вновь осуществляют заражение хозяина, образуя либо первичные плазмодии, либо, претерпев мейотическое деление, гаплоидный вторичный плазмодий. Вторичный плазмодий претерпевает деление с образованием лежащих по отдельности или в сорусах покоящихся спор с плотными оболочками. Процессы плазмогамии и кариогамия, необходимые для восстановления диплоидного набора хромосом, не описаны.

## Прикладное значение
Некоторые представители — опасные патогены или переносчики вирусов экономически значимых культурных растений, вызывающие в том числе килу капусты, порошистую паршу картофеля, а также ризоманию свёклы — заболевание, вызываемое вирусом некротического пожелтения жилок (BNYVV).